# Інший Франко
«Інший Франко» — український фільм про Петра Франка, сина українського письменника Івана Франка. Прем'єра в Україні відбулася 8 лютого 2024 року. 25 серпня 2019 було показано тизер фільму, а офіційний трейлер — 26 грудня 2023 року.

## Сюжет
Події фільму розгортаються в червні 1941 року в маєтку Франків у Львові. Тоді до родини прибуває несподіваний гість — старий друг Петра Франка Андрій Грищук. Вони разом стояли біля джерел скаутської організації «Пласт», боролися за кохання однієї жінки, рятувалися з літака, охопленого полумʼям, тікали з полону, у радянському Харкові не дали загинути від голоду дітям. Друзі зустрічаються в розпал Другої світової війни.

Петро Франко був одним із засновників організації «Пласт», пілотом, фундатором авіації в Галицькій армії, науковцем, який мав 36 наукових патентів на винаходи, працював депутатом Верховної Ради УРСР. Був репресований радянською владою, вивезений у Сибір, та дорогою загинув за загадкових обставин.
«Є у мене стрічка "Інший Франко" про абсолютно невідомого героя України — Петра Франка. Його дружина Ольга Франко створила першу кулінарну книжку. Багато чого можна перелічувати, але ти ж не помістиш усе це в художню стрічку. Нашим завданням було зробити, щоб людина, яка подивилась, хоча б відкрила вікіпедію», — слова актора фільму, В'ячеслава Довженка.

## У ролях
| Актор              | Роль                                      |
| ------------------ | ----------------------------------------- |
| В’ячеслав Довженко | Петро Франко між 43 та 51 роками          |
| Роман Куліш        | Петро Франко між 23 та 29 роками          |
| Ахтем Сеітаблаєв   | друг Петра та суперник Андрій Грищук      |
| Андрій Федінчик    | Андрій Грищук у молоді роки               |
| Надія Левченко     | дружина Франка Ольга Франко               |
| Лілія Юськевич     | дружина Франка Ольга Франко у молоді роки |
| Ірина Кудашова     | донька Петра Франка Ася Франко            |
| Максим Донець      | НКВДист Максим                            |
| Яна Коверник       | Віра Франко                               |

## Фільмування
Зйомки проходили в Києві в одному з павільйонів заводу «Кузня на Рибальському», та місті Львові у Стрийському парку, та меморіальному музеї «Дім Франка». Автори фільму проводили консультації з внуками Петра Франка та працівниками музею. Для фільму було збудовано репліку літака Першої світової війни моделі «Альбатрос». Літак позначений бортовим номером LVGC-15960, з таким самим бортовим номером літав і Петро Франко.
«Найскладніше грати історичних постатей, тому що треба з їх пам'ятників скидувати всю цю бронзу, робити з них просту людину з простими бажаннями. Щоб глядач з тобою цей шлях пройшов, щоб у нього відгукнулися їх кохання, дружба, якісь батьківські прояви» , — В'ячеслав Довженко про знимкування фільму.

## Музика
У фільмі лунає музика української акапельної формації — «Піккардійська Терція», що зветься «Розпрощався стрілець». Ця пісня є офіційним саундтреком стрічки. 
Прем'єра відбулася 2020 року на День Незалежності України.  
Аранжуванням займався Володимир Якимець. 

## Реліз
Українська прем'єра стрічки «Інший Франко» відбулася 11 вересня 2021 року у національній конкурсній програмі Хмельницького кінофестивалю.

## Сприйняття
«Детектор медіа» пише, що Міністерство культури та інформаційної політики витратило на фінансування фільму 30 мільйонів гривень, але не докладало зусиль для популяризації власного продукту і тоді без інформаційно-просвітницької роботи зникає сенс цього фінансування.
У статті від «Лірум» зазначено, що історичне кіно — це одна з найслабших сторін нашого сучасного кінематографу.Графіка авіаційної сцени була неякісною та на рівні комп'ютерних ігор початку 21-го століття, реконструкція Львова 1930-их на рівні музеїв, флешбеки щодо національно-патріотичного виховання та театральна акторська гра. Жіночі ролі у фільмі дуже стереотипні та не викликають глибоких почуттів та переживань. Історична правдоподібність на низькому рівні, тому наприклад однострій у пластунів є сучасним, а не початку 20-го століття. Хронологія подій є неправильною, врятований Максим був 1933-му році лише маленьким хлопчиськом, але потім вже у 1941-му році стає офіцером. Також уродини Петра Франка 28-го червня, а початок німецько-радянської війни 22-го червня, що глядач дізнається у потязі до столиці України. 

Науково-дослідницький історичний проєкт «Локальна історія» у статті за 15-те лютого назвали їхню статтю як «Інший Франко. Фільм, який не подобається ні критикам, ні творцям».Квитки розкуповують поволі та у більшості у Львові, а у соціальних мережах є багато негативних відгуків. Особистість сина Івана Франка не показана повністю, деякі сцени є недоречними, але це ймовірно пояснюється художньою інтерпретацією стрічки. Є багато вигаданих моментів із життя Петра: родинний перстень, початки кохання до Ольги на пластовому таборі, бо їхнє знайомстово відбулося на відкритті пам’ятника Маркіяну Шашкевичу. Ігор Висневський, режисер цього фільму, критикує сценаристів, які були задіяними у стрічках «Свінгери» та «Свінгери-2», що за його словами написали їх за тиждень. Також за його словами другий режисер фільму — Віталій Малахов, що помер у 2021 році, відмовився від зйомок. Зйомки мали тривати 40 днів за документами, та попри це тривали лиш 20 днів. 
«На прем’єру мене запросили, за два дні. Я відмовився йти. Свій фільм побачив вже у кінотеатрі. Квиток купив собі сам. Знімати такі фільми на державні кошти стало системою, за цим стоять одні й ті ж люди. Найгірше, що вони самі не розуміють, як шкодять нашому кіно. Щоб таке не траплялось, треба міняти принцип фінансування, вводити відповідальність, штрафувати. Або хоча б повторно не давати гроші компанії, якщо її фільм провалився у прокаті. Виняток – авторське кіно. Тут про якість можна судити за нагородами», — Ігор Висневський. 
Український журналіст Ігор Курус, що є також директором Міжнародного фонду Івана Франка про фільм:
«Сподіваюся, що глядачів зацікавить постать Петра Франка, адже він, як і його геніальний батько, заслуговує на те, щоб про них пам’ятали. Фільм — це чудове художнє переосмислення неординарної постаті. Ідея стрічки зародилася у фонді. Коли ініціатори картини Віталій Докаленко і Дмитро Кравченко прийшли до нас із проханням показати книжку Ольги Франко «Перша українська практична кухня», розмова привела до постаті її чоловіка Петра. Художньо осмислена життєва історія захопила настільки, що ми навіть не сперечалися щодо якихось фактологічних неточностей. Це ж художнє кіно! Шкода, що Роланд Франко не встиг побачити фільм про свого вуйка на широких екранах. «Інший Франко» — це чудовий кінороман, де актори спробували своєю грою передати надзвичайно складний для України час. І непросту долю одного із синів Івана Франка. Хай там є неточності, можливо, довигадані авторським колективом історії, які не дають комусь спокою, та фільм захоплює глядача від першої до останньої хвилини. Тож його варто дивитися. А дослідження подій і фактів із біографії Петра Франка залиште історикам і франкознавцям».

## Нагороди та номінації
| Список нагород та номінацій | Список нагород та номінацій | Список нагород та номінацій | Список нагород та номінацій | Список нагород та номінацій | Список нагород та номінацій |
| Кінофестиваль/Кінопремія    | Рік                         | Категорія                   | Номінант(и)                 | Результат                   | Дж                          |
| --------------------------- | --------------------------- | --------------------------- | --------------------------- | --------------------------- | --------------------------- |
| Хмельницький кінофестиваль  | 2021                        | Найкраща акторська робота   | В'ячеслав Довженко          | Перемога                    | [ 15 ]                      |

## Цікаві факти
- Голос Петра Франка був використаним при створенні стрічки.[16] За словами Тараса Зеня це було оцифроване відео з кіноархіву.«Ми надіслали творцям цього фільму відео, яке нам вдалося оцифрувати у кінофотоархіві. Там нам вдалося оцифрувати два відеофрагменти, де фігурує Петро Франко… Ми надіслали, і вже знімальна група, ми так розуміємо, орієнтувалась на це відео і використовувала його для підготовки зйомок стрічки», — розповідає член української національної скаутської організації — «Пласт», Тарас Зень.